# Formula V6 Asia
Formula V6 Asia, tidigare Formula Asia V6 Renault och Formula Renault V6 Asia Championship, var en Renault-understödd serie i Asien, som syftade på att få fram Asiens förste världsmästare i formel 1.
Mästerskapet lades ned 2009, när endast fyra race hade körts.

## Säsonger
| År   | Seriens namn                         | Mästare         | Tvåa             | Trea                |
| ---- | ------------------------------------ | --------------- | ---------------- | ------------------- |
| 2006 | Formula V6 Asia by Renault           | Karun Chandhok  | Matthew Halliday | Ananda Mikola       |
| 2007 | Formula Renault V6 Asia Championship | James Winslow   | Armaan Ebrahim   | Satrio Hermanto     |
| 2008 | Formula V6 Asia                      | James Grunwell  | Earl Bamber      | Isaiah Ro-Charlez   |
| 2009 | Formula V6 Asia                      | Hamad Al Fardan | Ro Charlz        | Geoffrey Erik Kwong |